# 258 (số)
258 (hai trăm năm mươi tám) là một số tự nhiên ngay sau 257 và ngay trước 259.